# Andreaea subremotifolia
Andreaea subremotifolia là một loài rêu trong họ Andreaeaceae. Loài này được Dixon mô tả khoa học đầu tiên năm 1920.